# Piper ornithorhynchum
Piper ornithorhynchum är en pepparväxtart som beskrevs av William Trelease. Piper ornithorhynchum ingår i släktet Piper och familjen pepparväxter. Inga underarter finns listade i Catalogue of Life.